# Vicente Guillot
Vicente Guillot Fabián (* 15. červenec 1941, Aldaia) je bývalý španělský fotbalista. Nastupoval především na postu útočníka.
Se španělskou reprezentací vyhrál mistrovství Evropy roku 1964, byť na závěrečném turnaji nenastoupil. V národním týmu působil v letech 1962–1965 a nastoupil v 6 zápasech, v nichž vstřelil 4 branky (z toho tři hned při svém debutu v reprezentačním áčku, v zápase proti Rumunsku).
S Valencií vyhrál Veletržní pohár 1961/62 a 1962/63. Získal s ní též španělský pohár (1966/67).